# Џенифер Јуенгел
Џенифер Јуенгел (енгл. Jennifer Juengel) је истраживач здравља животиња на Новом Зеланду. 

## Биографија
Одрасла је у Мичигену и студирала је на Универзитету Мичигена. Докторирала је на Универзитету у Мисурију 1992. године са тезом Механизми регресије лутеина код говеда, након чега је постдокторске студије завршила на Универзитету Колорадо. Ради на репродуктивној генетици оваца и запослена је у AgResearch од 1998. као главни научник тима за репродукцију у кампусу Инвермеј. Чланица је Краљевског друштва Новог Зеланда од 2016. године.

## Радови
- Galloway, S. M.; McNatty, K. P.; Cambridge, L. M.; Laitinen, M. P.; Juengel, J. L.; Jokiranta, T. S.; McLaren, R. J.; Luiro, K.; Dodds, K. G.; Montgomery, G. W.; Beattie, A. E.; Davis, G. H.; Ritvos, O. (2000). „Mutations in an oocyte-derived growth factor gene (BMP15) cause increased ovulation rate and infertility in a dosage-sensitive manner”. Nature Genetics. 25 (3): 279—83. PMID 10888873. S2CID 6965233. doi:10.1038/77033.
- Niswender, G. D.; Juengel, J. L.; Silva, P. J.; Rollyson, M. K.; McIntush, E. W. (2000). „Mechanisms controlling the function and life span of the corpus luteum”. Physiological Reviews. 80 (1): 1—29. PMID 10617764. doi:10.1152/physrev.2000.80.1.1.
- Wilson, T.; Wu, X. Y.; Juengel, J. L.; Ross, I. K.; Lumsden, J. M.; Lord, E. A.; Dodds, K. G.; Walling, G. A.; McEwan, J. C.; O'Connell, A. R.; McNatty, K. P.; Montgomery, G. W. (2001). „Highly prolific Booroola sheep have a mutation in the intracellular kinase domain of bone morphogenetic protein IB receptor (ALK-6) that is expressed in both oocytes and granulosa cells”. Biology of Reproduction. 64 (4): 1225—1235. PMID 11259271. S2CID 25156708. doi:10.1095/biolreprod64.4.1225.
- Juengel, J. L.; McNatty, K. P. (2005). „The role of proteins of the transforming growth factor-beta superfamily in the intraovarian regulation of follicular development”. Human Reproduction Update. 11 (2): 143—160. PMID 15705960. doi:10.1093/humupd/dmh061.
- Juengel, J. L.; Hudson, N. L.; Heath, D. A.; Smith, P.; Reader, K. L.; Lawrence, S. B.; O'Connell, A. R.; Laitinen, M. P.; Cranfield, M.; Groome, N. P.; Ritvos, O.; McNatty, K. P. (2002). „Growth differentiation factor 9 and bone morphogenetic protein 15 are essential for ovarian follicular development in sheep”. Biology of Reproduction. 67 (6): 1777—1789. PMID 12444053. S2CID 35094921. doi:10.1095/biolreprod.102.007146.
- Sawyer, H. R.; Smith, P.; Heath, D. A.; Juengel, J. L.; Wakefield, S. J.; McNatty, K. P. (2002). „Formation of ovarian follicles during fetal development in sheep”. Biology of Reproduction. 66 (4): 1134—50. PMID 11906935. S2CID 2271384. doi:10.1095/biolreprod66.4.1134.